# Andrea Lekić
Andrea Lekić (Servisch: Андреа Лекић) (Belgrado, 6 september 1987) is een Servische handbalster voor Ferencvárosi TC en het Servische nationale team.

## Carrière

### Club
Andrea Lekić begon met handballen in 1998 bij ORK Belgrado. In 2005 stapte ze over naar stadgenoot ŽRK Radnički Belgrado. Een jaar later ging ze spelen voor ŽRK Knjaz Miloš uit Aranđelovac, waarme ze in 2007 landskampioen van Servië werd. In de zomer van 2007 volgde een transfer naar het Sloveense RK Krim, waar ze vier seizoenen speelde. Met RK Krim werd ze 4 keer landskampioen van Slovenië en won ze vier keer de Sloveense beker. Het volgende station in haar carrière was Győri ETO KC, waarmee ze in 2012 en 2013 de Hongaarse competitie won. Bovendien werd in 2014 de Hongaarse beker en de EHF Champions League gewonnen. Vanaf seizoen 2013/14 ging Leki2013/14 voor het Macedonische ŽRK Vardar SCBT op doelpunten jacht. In de vijf seizoenen bij ŽRK Vardar SCBT haalde ze elk seizoen het landskampioenschap en de beker binnen. In 2018 volgde de overstap naar CSM București, waarmee ze in 2019 de Roemeense beker won. Die club verliet ze in 2020 voor het Montenegrijnse ŽRK Budućnost. Met Budućnost won ze in 2021 zowel het Montenegrijns kampioenschap als de Montenegrijnse beker. Na één seizoen handballen in Podgorica keerde ze voor één seizoen terug naar het Sloveens RK Krim, waarmee ze opnieuw het Sloveens kampioenschap en de Sloveense beker won. In seizoen 2022/23 staat Lekić onder contract bij het Hongaarse Ferencvárosi TC

### Nationaal team
Andrea Lekić speelt voor het Servisch nationale team. Met Servië nam ze in 2006, 2008, 2010 en 2012
deel aan het Europees kampioenschap handbal. Bij het Europees kampioenschap handbal 2012 werd ze verkozen in het Allstar-team. In 2013 won ze met Servië zilver op het Wereldkampioenschap.

### Beachhandbal
In 2006 behoorde Lekić tot de Servisch-Montenegrijnse selectie voor het Europees kampioenschap beachhandbal. Ze werd topscorer van dat toernooi.

### IHF speler van het jaar
In 2013 werd Lekić verkozen tot IHF World Player of the Year. In 2011 was ze ook al voor die prijs genomineerd.

## Privéleven
Ze is de belangrijkste initiatiefnemer van de "Andrea Lekic"-handbalacademie voor kinderen, die in 2013 succesvol werd opgericht, en ze heeft serieuze uitbreidingsplannen in de toekomst. Ze studeerde af aan de Faculteit Toerisme en Hotelmanagement en behaalde de titel Bachelor of Economy, en ze studeert aan de Faculteit der Sport.
Lekić kreeg de onderscheiding van ereburger van de steden Győr, Hongarije en Vrnjačka Banja, Servië .

## Erelijst

### Club
- EHF Champions League :
  - Gouden medaillewinnaar : 2013
  - Zilveren medaillewinnaar : 2012, 2017, 2018
- Servische Eerste Liga
  - Winnaar: 2007
- Sloveense Eerste Liga
  - Winnaar: 2008, 2009, 2010, 2011
- Sloveense beker
  - Winnaar: 2008, 2009, 2010, 2011
- Nemzeti Bajnokság I :
  - Winnaar : 2012, 2013
- Magyar Kupa :
  - Winnaar : 2012, 2013
- Macedonische Eerste Liga
  - Winnaar: 2014, 2015, 2016, 2017, 2018
- Macedonische beker
  - Winnaar: 2014, 2015, 2016, 2017, 2018
- Roemeense Supercup :
  - Winnaar: 2019
- Roemeense beker :
  - Winnaar: 2019

### Nationaal team
- Wereldkampioenschap :
  - Zilveren medaillewinnaar : 2013

## Onderscheidingen en erkenning
- MVP van de Women's Regional Handball League: 2009[5]
- All-Star Playmaker van het Europees Kampioenschap: 2012[6]
- IHF Wereldspeler van het Jaar : 2013
- Team van de toernooispeler van de Boekarest-trofee : 2015
- Balkan-Handball.com Ex-Joegoslavische Handballer van het Jaar: 2014, 2017[7]
- Balkan-Handball.com Servische Handballer van het Jaar: 2009, 2010, 2011, 2012, 2013, 2016, 2017[8]
- Liga Națională Middenachter van het seizoen: 2019[9]